# Pénzesgyőr
Pénzesgyőr è un comune dell'Ungheria di 368 abitanti (dati 2001). È situato nella contea di Veszprém.